# Jan Nepomucen Sadowski
Jan Nepomucen Sadowski (ur. 16 maja 1814 w Ślesinie, zm. 3 lipca 1897 w Krakowie) – polski archeolog, etnograf, slawista i dziennikarz.

## Życiorys
Rodzina Jana Nepomucena pieczętowała się herbem Nałęcz. Urodził się jako syn Ignacego i Eweliny z Wolszlegrów. Brat Stanisława Feliksa, działacza społeczno-politycznego. Był dwukrotnie żonaty. Pierwszą żoną była Julia Białobłocka, a drugą Izabela Kalkstein.
Kształcił się w gimnazjum w Bydgoszczy. Studia kontynuował w Berlinie, będąc uczniem Rittera. Po śmierci ojca i brata Stanisława (1848) powrócił na wieś i zajął się gospodarstwem. Pełne studia ukończył w Paryżu w 1848 roku po 2 latach nauki. Od 1868 mieszkał w Krakowie. Od 1870 roku był współpracownikiem Czasu. Redagował dział ekonomiczny. Pisał też o wojnie francusko–pruskiej. Od 1873 roku był członkiem Polskiej Akademii Umiejętności, najpierw komisji archeologicznej, a od 1874 roku komisji antropologicznej i fizjograficznej. Zmarł 3 lipca 1897 w Krakowie. Został pochowany na cmentarzu Rakowickim w Krakowie (kwatera S delta).

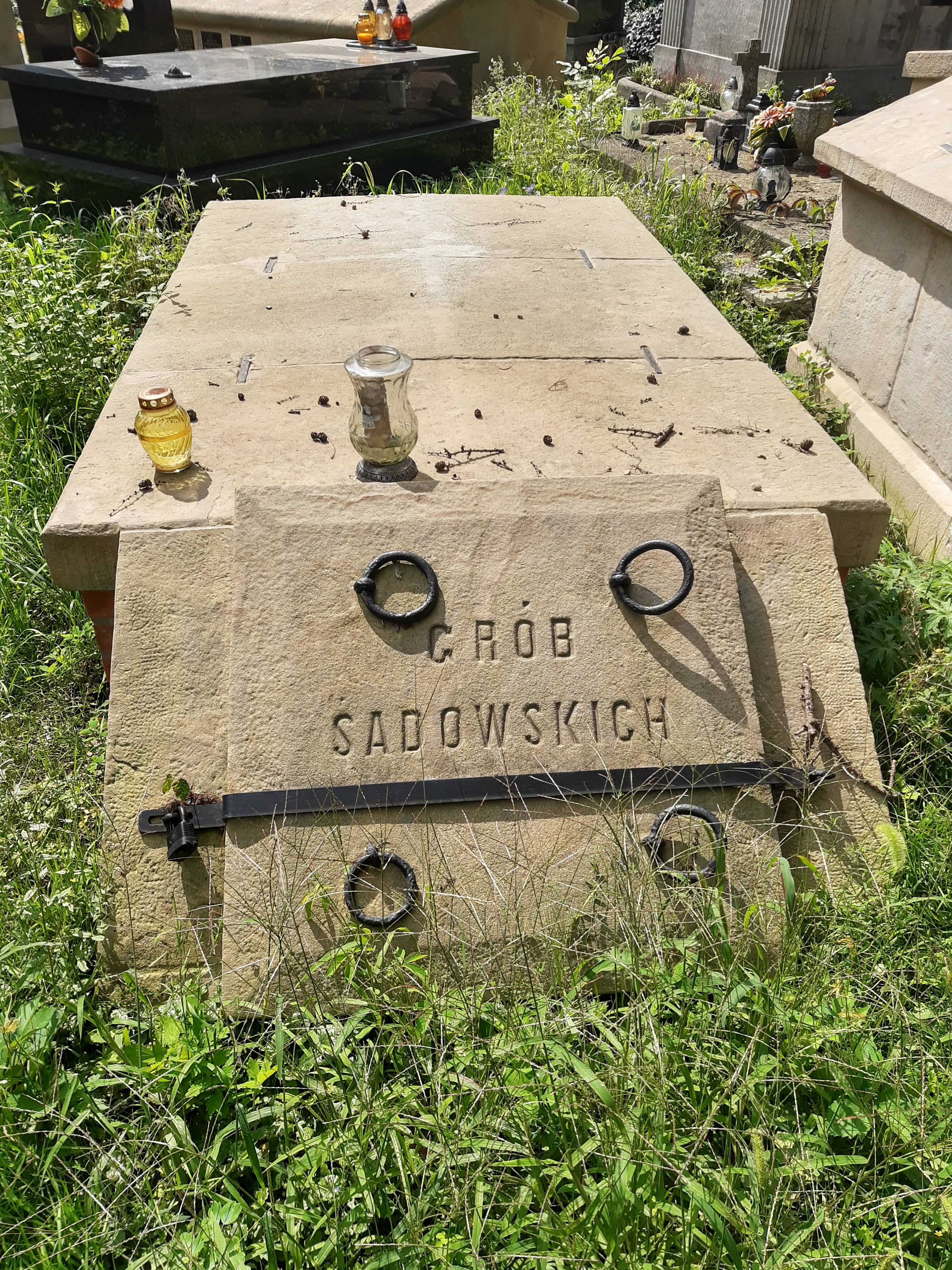
Grób Jana Nepomucena Sadowskiego na cmentarzu Rakowickim

## Prace naukowe
- Drogi handlowe greckie i rzymskie przez porzecza Odry, Wisły, Dniepra i Niemna do wybrzeży morza bałtyckiego: rzecz czytana na posiedzeniu komisji archeologicznej Akademii Umiejętności w Krakowie (wyd. 1876)[3]
- Wykaz zabytków przedhistorycznych na ziemiach polskich: Porzecza Warty i Baryczy (zeszyt 1, wyd. 1877),
- Sprawozdanie z posiedzeń kongresu antropologiczno-archeologicznego w Peszcie (1877),
- Miecz koronacyjny polski "Szczerbcem" zwany (wyd. 1892).